# بیمارستان آکیله
بیمارستان آکیله (به عربی: مستشفی عاقلة) یک بیمارستان در اردن است که در امان واقع شده‌است.